# Finale della Coppa CERS 1980-1981
La finale della 1ª edizione della Coppa CERS fu disputata in gara d'andata e ritorno tra i portoghesi del Sesimbra e gli olandesi del Lichtstad. Con il punteggio complessivo di 4 a 3 fu il Sesimbra ad aggiudicarsi per la prima volta nella storia il trofeo.

## Le squadre
| Squadre   | Partecipazioni precedenti (il grassetto indica la vittoria) |
| --------- | ----------------------------------------------------------- |
| Lichtstad | Nessuna                                                     |
| Sesimbra  | Nessuna                                                     |

## Il cammino verso la finale
Il Lichtstad si qualificò alla finale con i seguenti risultati:
- Quarti di finale: eliminato il Valongo (vittoria per 3-2 all'andata e pareggio per 2-2 al ritorno);
- Semifinale: eliminata la Reggiana (vittoria per 6-1 all'andata e pareggio per 4-4 al ritorno).

Il Sesimbra si qualificò alla finale con i seguenti risultati:
- Primo turno: eliminato il Gujan-Mestras (vittoria per 8-4 all'andata e per 14-2 al ritorno);
- Quarti di finale: eliminato il Noia (sconfitta per 6-3 all'andata e vittoria per 6-1 al ritorno);
- Semifinale: eliminato l'Amatori Lodi (sconfitta per 6-3 all'andata e vittoria per 10-1 al ritorno).

## Tabellini

### Andata
| Sesimbra 13 giugno 1981. | Sesimbra | 4 – 1 | Lichtstad |  |

### Ritorno
| Eindhoven 27 giugno 1981 | Lichtstad | 2 – 0 | Sesimbra |  |